# Aturus ennishonensis
Aturus ennishonensis är en kvalsterart som beskrevs av Herbert Habeeb 1953. Aturus ennishonensis ingår i släktet Aturus och familjen Aturidae. Inga underarter finns listade.